# Dansk Rock Historie 1965-1978
Dansk Rock Historie 1965-1978 er en genudgivelse af 40 tidligere udgivelser af dansk rockmusik fra 1965 til 1978, plus tre bonus-cd'er med sjældent materiale. Udgivelserne er i tre bokssæt, som udkom i 2010. 

## Boks 1 (gul boks)
- Cy, Maia & Robert, On The Scene, 1966
- Cy, Maia & Robert, Out Of Our Times, 1967
- Steppeulvene, HIP, 1967
- Savage Rose, The Savage Rose, 1968
- Savage Rose, In The Plain, 1968
- Young Flowers, Blomsterpistolen, 1968
- Young Flowers, No. 2, 1969
- Burnin Red Ivanhoe, M 144, 1969
- Alrune Rod, Alrune Rod, 1969
- Povl Dissing Nøgne Øjne, 1969
- Povl Dissing & Burning Red Ivanhoe, 6 Elefantskovcikadeviser, 1971
- Skousen & Ingemann, Herfra hvor vi står, 1971
- Culpeper's Orchard, Culpeper’s Orchard, 1971
- Culpeper's Orchard Second Sight, 1972
- Den gamle mand og havet, The Old Man & The Sea, 1972

### Bonuscd 1
- The Old Man & The Sea + med mere

## Boks 2 (lilla boks)
- Beefeaters, Beefeaters, 1967
- Beefeaters, Meet You There, 1969
- Delta Blues Band, Delta Blues Band, 1969
- Savage Rose, Travellin', 1969
- Savage Rose, Your Daily Gift, 1971
- Pan, Pan, 1970
- Gasolin', Gasolin', 1971
- Day Of Phoenix, Wide Open N-Way, 1970
- Day Of Phoenix, The Neighbour’s Son, 1972
- Ache, De Homine Urbano, 1970
- Ache, Green Man, 1971
- Rainbow Band, Rainbow Band, 1970
- Midnight Sun, Walking Circles 1972
- Hurdy Gurdy, Hurdy Gurdy, 1972

### Bonuscd 2
- Christianiapladen, 1976, med mere

## Boks 3 (grøn boks)
- Savage Rose, Dødens Triumf, 1972
- Sebastian, Den store flugt, 1972
- Gnags, På vej, 1973
- Røde Mor, Grillbaren, 1973
- diverse, Atomkraft? - Nej Tak, 1976
- Bifrost, Bifrost, 1976
- C.V. Jørgensen, Storbyens små oaser, 1977
- Jomfru Ane Band, Jomfru Ane, 1977
- Lone Kellermann og Rockbandet, Før Natten Bli'r Til Dag, 1977

### Bonuscd 3
- Starfuckers, Vogt Dem for efterligninger, 1978